# Veronica Mortensen

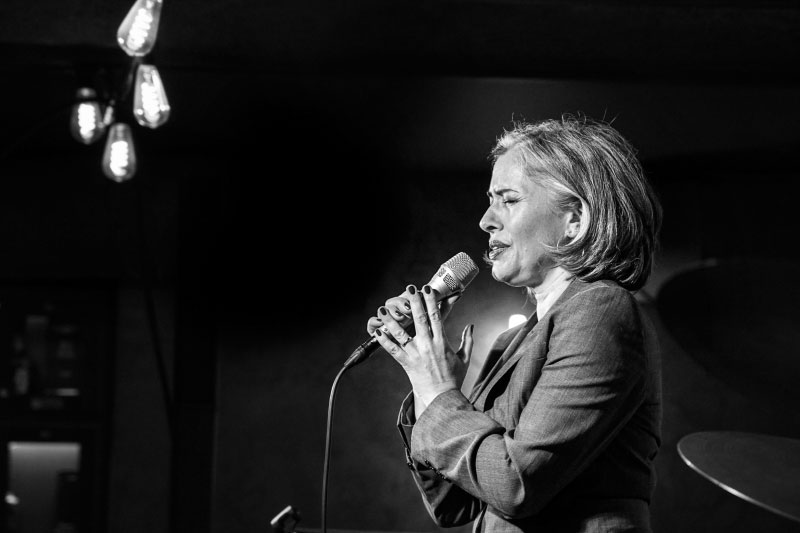
Veronica Mortensen (2019)

Veronica Mortensen (* um 1973 in Aarhus) ist eine dänische Jazzsängerin und Songwriterin.

## Leben und Wirken
Mortensens Eltern sind die Sänger Titika und Allan Mortensen. Ab dem Alter von zwölf Jahren wurde sie von ihrer Mutter in Athen großgezogen. Mit 20 Jahren zog sie zurück nach Dänemark, um dort zu studieren. Zunächst gründete sie ihre eigene Soul-Band; dann schloss sie sich der Acidjazz-Band Virtual Fantasy an. Bis 1996 studierte sie an Det Jyske Musikkonservatorium, um 1998 ihre Diplomprüfung an Rytmisk Musikkonservatorium zu absolvieren.
Dann arbeitete sie in Musicals wie A Tribute to the Blues Brothers, Another Brick in the Wall und Hair in Kopenhagen und Paris. 2003 erschien ihr Debütalbum Pieces in a Puzzle, dem 2007 Happiness Is Not Included folgte. Beide Alben enthielten fast ausnahmslos eigene Songs und wurden von der Kritik positiv bewertet und von Danmarks Radio als „Album der Woche“ vorgestellt.
Mortensens drittes Album I’m the Girl ist ein Live-Mitschnitt mit Klüvers Big Band und den Gästen Dave Samuels und Dennis Mackrel. Dort singt sie nicht nur eigene Songs, sondern auch Interpretationen anderer bekannter Songs. 2013 und 2015 folgten die Alben Catching Waves und Presents Passed in Combo-Besetzung. Mit der Bohuslän Big Band war sie mehrmals in Schweden auf Tournee. Mit der Klüvers Big Band interpretierte sie die Sacred Concerts von Duke Ellington. Als Sängerin arbeitete sie auch mit dem Peter Vuust Quartet (Image of Falling, 2005; September Song, 2013). Sie trat auch in Estland, beim Heineken Jazz Festival in Bangkok, beim Beijing Jazz Festival und beim Ladies Jazz Festival in Gdynia auf.

## Preise und Auszeichnungen
2007 würdigte die Dänische Songwriters Association Mortensens Arbeit als Songwriterin mit ihrem Preis. Das mit dem Quartett von Peter Vuust eingespielte Album September Song wurde 2014 für den Danish Music Award als „bestes dänisches Vokaljazzalbum“ nominiert.

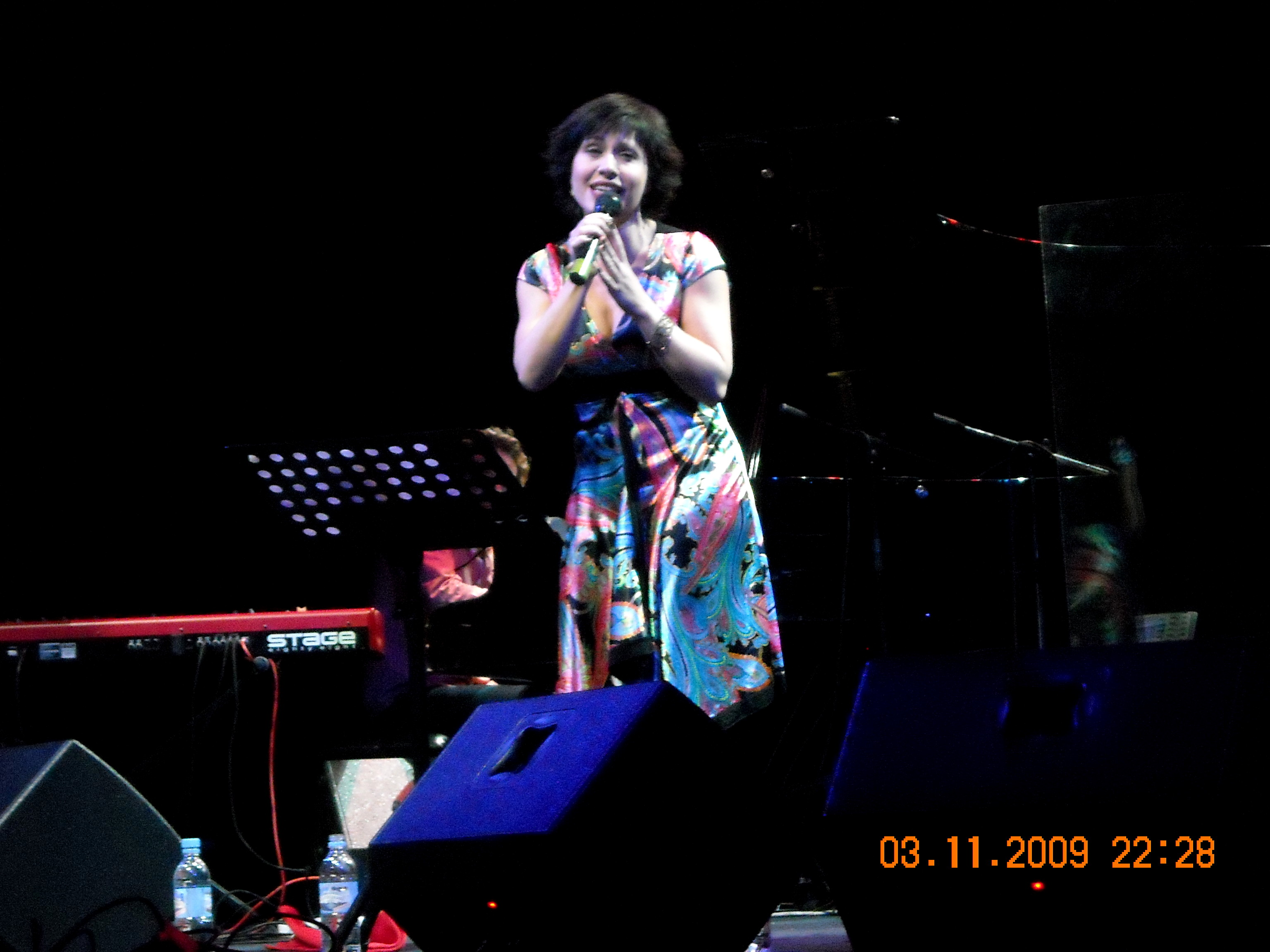
Veronica Mortensen (2009)